# Call of Duty: Roads to Victory
Call of Duty: Roads To Victory (с англ. — «Зов долга: Дороги к победе») — шутер от первого лица в сеттинге Второй мировой войны, сделанный исключительно для PlayStation Portable.

## Кампании
В игре представлены 3 кампании, в которых, на протяжении 14 миссий, игроку приходится управлять разными героями: бойцом 82-й воздушно-десантной дивизии, солдатом 1-й канадской армии и парашютистом британской 6-й воздушно-десантной дивизии.

### Миссии
Представленные задания разнообразны: захват зданий, удержание обороны, уничтожение артиллерии и бронетехники. Также есть миссия в которой лётчик должен оборонять бомбардировщик B-24.
- Американская кампания: Altavilla, Scavenger Hunt, Glider Crash, Lucky Thirteen, Nijmegen, Hunner Park, River Crossing
- Канадская кампания: Woensdrecht, Sloedam, Walcheren, Reichswald
- Британская кампания: Arnhem Fire, Arnhem Assault, Rhine Crossing

Игрок не выполняет роль рэмбо-одиночки — чаще всего его поддерживают несколько союзных солдат. Однако большинство убийств, конечно же, придётся на его долю. Все миссии построены на скриптах — большинство ключевых событий не происходят до тех пор, пока игрок не предпримет какое-либо действие (чаще всего — побежит вперёд, начав атаку). При этом в большинстве миссий солдаты противника будут появляться снова и снова до тех пор, пока не будет запущена следующая стадия скрипта. Поэтому тактика отсиживания в укромном месте или отстрела издалека нацистов из снайперской винтовки в большинстве случаев будет бесполезна — патроны не бесконечны, в отличие от солдат противника.

### Оружие
В игре представлен широкий ассортимент оружия, однако за раз игрок может носить с собой только 2 вида (не считая осколочных гранат, по 4 штуки). Оружие и осколочные гранаты можно подбирать непосредственно с убитых врагов. Помимо переносимого оружия в бою можно использовать стационарные пулемёты (Браунинг M2 и MG 42) и артиллерийские орудия. Также в распоряжении игрока имеется бинокль, который в одной из миссий понадобится для наведения артиллерийского огня. В отдельных миссиях потребуется использование магнитных мин и взрывчатки для обезвреживания вражеской бронетехники, уничтожения артиллерии и подрыва дверей бункеров.

## Многопользовательская игра
В многопользовательской игре могут находиться одновременно до 6 человек. Имеется 5 типов игры: Deathmatch, командный Deathmatch, Захват флага, Удерживание флага и «Король горы». Доступны 9 различных карт для многопользовательской игры.

## Отзывы
| Сводный рейтинг    | Сводный рейтинг |
| Агрегатор          | Оценка          |
| ------------------ | --------------- |
| GameRankings       | 64,65 %         |
| Metacritic         | 64/100          |
| Иноязычные издания |                 |
| Издание            | Оценка          |
| GameSpy            | 2,5/5           |